# Jonggak (metropolitana di Seul)
La Jonggak (종각역 - 鐘閣驛, Jonggak-yeok) è una stazione della metropolitana di Seul servita dalla linea 1, situata al centro della città, nel quartiere di Jongno-gu a Seul. La stazione si trova nell'incrocio del Bosingak, il padiglione che contiene un'importante campana che viene fatta tradizionalmente suonare durante la cerimonia del Jeyaeui Jong Tajongsik (제야의 종 타종 식 - 除夜의鐘打鐘式) ogni notte del 31 dicembre per celebrare l'inizio del nuovo anno. Fra gli altri punti di interesse, vi sono la Torre Jongno, un grattacielo di 33 piani di proprietà Samsung con un ristorante panoramico in cima, e la grande libreria Bandi & Luni's.

## Struttura
La stazione (codice 131) è costituita da due marciapiedi laterali che servono due binari per entrambe le direzioni al secondo piano sotterraneo, con porte di banchina a tutta altezza.
| 1 | ● Linea 1 | per Seul, Guro, Incheon, Seodongtan, Cheonan e Sinchang       |
| 2 | ● Linea 1 | per Cheongnyangni, Seongbuk, Uijeongbu, Dongducheon e Soyosan |

## Stazioni adiacenti
| «           | Servizio | »        |
| Linea 1     | Linea 1  | Linea 1  |
| ----------- | -------- | -------- |
| Jongno 3-ga | Locale   | Sicheong |